# Isabella Hartig
Isabella Maria Hartig (* 12. August 1997 in Nürnberg) ist eine deutsche Fußballspielerin. Sie besitzt neben der deutschen Staatsangehörigkeit auch die österreichische Staatsbürgerschaft.

## Karriere

### Vereine
Hartig begann 2001 beim SC Vierkirchen mit dem Fußballspielen und gelangte über eine dreijährige Zwischenstation bei der JFG Dachau-Land im Jahr 2010 in die Jugendabteilung des FC Bayern München. Mit deren B-Juniorinnen trat sie ab 2012 in der Bundesliga Süd an und gewann nach dem 3:1-Finalsieg über den FSV Gütersloh 2009 die deutsche Meisterschaft 2013. Diesen Erfolg wiederholte sie mit der Mannschaft 2014 mit dem 1:0-Sieg gegen den 1. FFC Turbine Potsdam, wobei ihr in der 52. Minute das Tor des Tages gelang. Für die zweite Mannschaft Münchens kam Hartig ab März 2014 bis zum Ende der Saison zu drei Einsätzen in der 2. Bundesliga Süd und bestritt in der Folgespielzeit 16 weitere Punktspiele, in denen ihr fünf Treffer gelangen. Zur Saison 2015/16 wurde sie für ein Jahr – mit Option auf ein weiteres Jahr – an die TSG 1899 Hoffenheim ausgeliehen. Am 5. September 2015 (2. Spieltag) debütierte sie bei der 0:1-Niederlage im Heimspiel gegen den 1. FFC Frankfurt über 90 Minuten in der Bundesliga. Zur Saison 2017/18 unterschrieb Hartig nach Auslaufen des Leihvertrags einen Zweijahresvertrag in Hoffenheim und verlängerte diesen im Sommer 2018 vorzeitig bis 2021.
Im Sommer 2025 beendete Hartig ihre Profikarriere, nachdem sie jahrelang an einer Knieverletzung laboriert hatte. Ihr letztes Pflichtspiel hatte sie im Dezember 2022 absolviert. Ihre aktive Laufbahn setzte sie ab Sommer 2025 beim SV Eutingen in der Verbandsliga Württemberg fort.
Parallel zu ihrer Fußballlaufbahn absolvierte sie ein Studium der Betriebswirtschaftslehre mit den Schwerpunkten Marketing und Data Science an der DHBW Mannheim und an der Universität Mannheim, das sie mit dem Master abschloss. Seit 2022 ist sie Doktorandin am Lehrstuhl für Quantitatives Marketing und Konsumentenverhalten an der Mannheim Business School.

### Nationalmannschaft
Ohne zuvor eine Partie für eine deutsche Nachwuchsauswahl bestritten zu haben, wurde Hartig im November 2013 in den Kader der U-17-Nationalmannschaft für die Jahrgangseuropameisterschaft in England berufen. Dabei wurde sie im Finale gegen die spanische Auswahl zur Matchwinnerin: Nach ihrer Einwechslung erzielte sie in der 76. Minute den 1:1-Ausgleichstreffer und verwandelte im Elfmeterschießen den entscheidenden Strafstoß, der den Gewinn des Europameistertitels bedeutete. Drei Monate später nahm sie an der U-17-Weltmeisterschaft in Costa Rica teil und kam beim dortigen Vorrundenaus der deutschen Mannschaft gegen die Auswahlen aus Kanada und Nordkorea zu zwei Einsätzen. 2015 qualifizierte sie sich mit der U-19-Nationalmannschaft für die Europameisterschaft in Israel und erreichte dort das Halbfinale, wo man sich jedoch dem späteren Sieger Schweden im Elfmeterschießen geschlagen geben musste.
Im Oktober 2019 wurde Hartig anlässlich der EM-Qualifikationsspiele gegen die Ukraine und Griechenland von Martina Voss-Tecklenburg in die A-Nationalmannschaft berufen, blieb in den beiden Partien aber ohne Einsatz.

## Erfolge
- U-17-Europameister 2014
- Deutscher B-Juniorinnen-Meister 2013, 2014 (mit dem FC Bayern München)